# 祖父江村
祖父江村（そぶえむら）はかつて岐阜県本巣郡に存在した村である。
現在の瑞穂市祖父江などに該当する。

## 歴史
- 江戸時代、この地域は尾張藩領であった。
- 1889年（明治22年）7月1日 - 町村制により、祖父江村が発足。
- 1897年（明治30年）4月1日 - 牛牧村、十九条村、野畠村が合併し、牛牧村が発足。同日祖父江村は廃止。